# J.C. Hjerrild
Jens Christian Hjerrild (født 25. juli 1801 i Øse ved Varde, død 25. september 1870) var en dansk amtsfuldmægtig, hospitalsforstander og politiker. Hjerrild blev exam.jur. i 1821. Han arbejde som amtsfuldmægtig i Skanderborg Amt fra 1825, i Vejle Amt fra 1826 og i Århus Amt fra 1829 – i alle tre amter under amtmand Carl Gustav Rosenørn. Hjerrild blev hospitalsforstander i Horsens i 1937 og på tidspunkt godsforvalter på Stensballegård.
Hjerrild var medlem af Folketinget valgt i Skanderborg Amts 1. valgkreds (Horsenskredsen) fra 1849 til 1852. Han genopstillede hverken i 1852 eller senere. Hjerrild blev udnævnt til kancelliråd i 1850.
Hjerrild blev gift med Stephansine Schmidt i 1834. De fik fire børn: Caroline Margrethe Hjerrild, Hans Hjerrild, Niels Thor Emil Hjerrild og Sophie Elisabeth Hjerrild. Caroline Margrethe blev gift med arkitekt Jens Chr. Clausen.